# Жариковский сельсовет
Жа́риковский сельсове́т — сельское поселение в Тамбовском районе Амурской области.
Административный центр — село Жариково.

## История
11 июня 2005 года в соответствии с Законом Амурской области № 29-ОЗ муниципальное образование наделено статусом сельского поселения.

## Население
| 2002 | 2010 | 2011 | 2012 | 2013 | 2014 | 2015 |
| ---- | ---- | ---- | ---- | ---- | ---- | ---- |
| 950  | ↘808 | →808 | ↗816 | ↘811 | ↘783 | ↗790 |
| 2016 | 2017 | 2018 | 2021 |      |      |      |
| ↗792 | ↗794 | ↘788 | ↘740 |      |      |      |

## Состав сельского поселения
| № | Населённый пункт | Тип населённого пункта       | Население |
| - | ---------------- | ---------------------------- | --------- |
| 1 | Жариково         | село, административный центр | ↘610      |
| 2 | Свободка         | село                         | ↗178      |